# Taran (album)
Taran – pierwszy album studyjny polskiej grupy muzycznej Hermh. Wydawnictwo ukazało się 22 stycznia 1996 roku nakładem wytwórni muzycznej Last Epitaph. W 2006 roku firma Pagan Records wznowiła album w formie digipacka z dodatkowym utworem pt. „The Sleeping Beauty” będącym interpretacją z repertuaru formacji Tiamat.

## Lista utworów
Opracowano na podstawie materiału źródłowego.
Muzyka i słowa: Hermh.
1. „Blackness I” - 01:29
2. „Voyage of the Beauty Land” - 04:45
3. „The Hour of the Witching Dance” - 03:31
4. „Golden Sea” - 03:00
5. „Blackness II” - 00:37
6. „Rising Tears” - 00:02
7. „Blackness III” - 01:13
8. „In The Shadow of the Trees” - 04:14
9. „Blackness IV” - 01:06
10. „Atmosphere of the Passing Years” - 02:43
11. „First Knight of Nothingness” - 05:14
12. „Last Blackness” - 01:10
13. „Crying Crowns of Trees / Part I (Screaming Forever) / Part II (Pray of the Universe)” - 06:12

## Twórcy
Opracowano na podstawie materiału źródłowego.
| - Bartłomiej „Bart” Krysiuk – wokal prowadzący - Tom – gitara elektryczna, gitara basowa - Wojtek „Voit” Szuba – gitara elektryczna | - Marek „Mark” Kutnik – instrumenty klawiszowe - Marek „Mark Olo” Oleksicki – perkusja - Justyna – wokal |